# Eutrichosiphum rameshi
Eutrichosiphum rameshi är en insektsart. Eutrichosiphum rameshi ingår i släktet Eutrichosiphum och familjen långrörsbladlöss. Inga underarter finns listade i Catalogue of Life.